# Salikonstipendiet

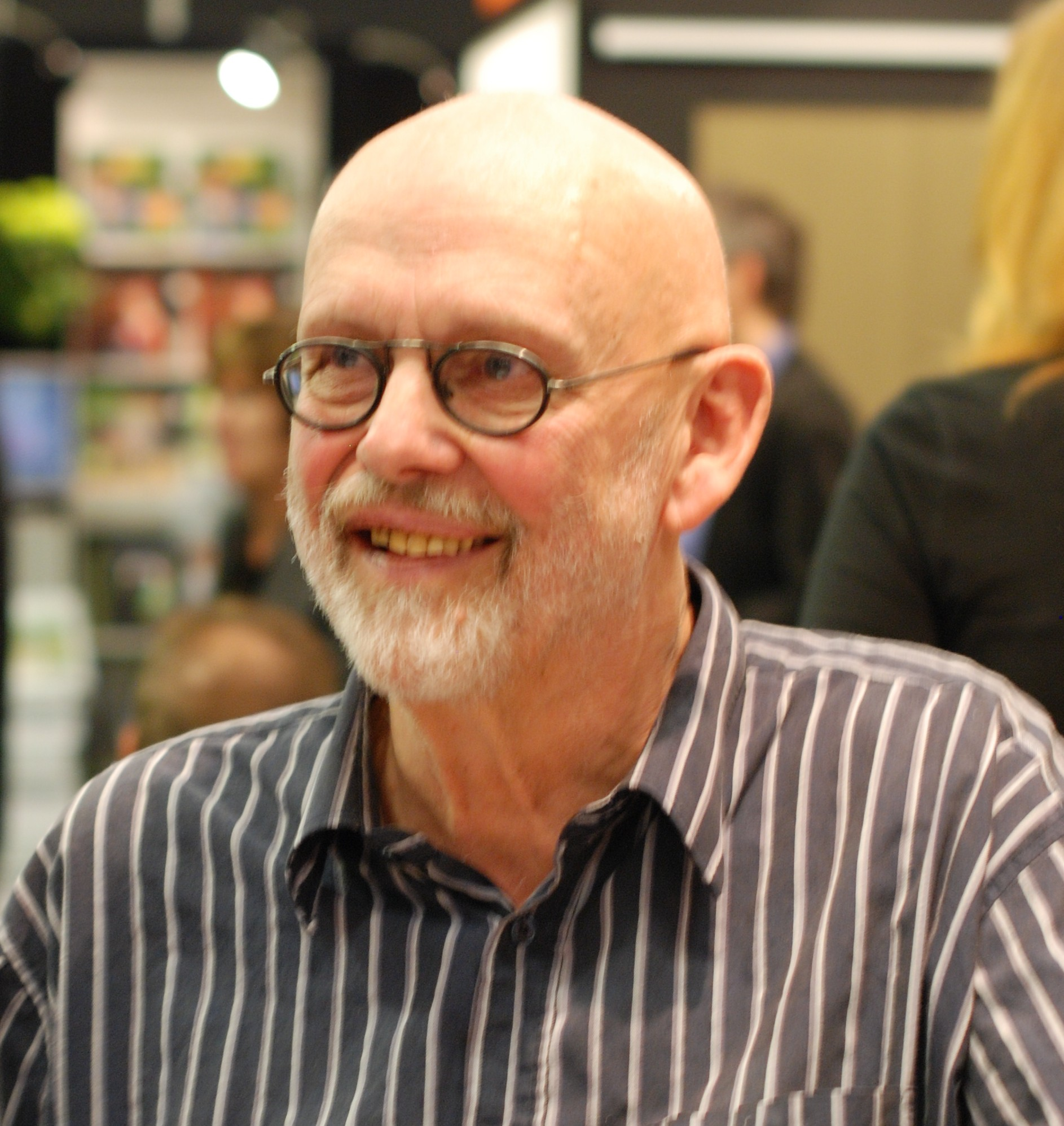
Jan Lööf, stipendiat 2022

Salikonstipendiet är ett svenskt barnlitteraturstipendium, vilket sedan 1987 årligen delas ut till en person eller en organisation, som arbetar för barn och unga i Astrid Lindgrens anda. Stipendiet hette 1987-1989 Pippi Långstrump-stipendiet och 1990-2018 Astrid Lindgrens värld-stipendiet. Det har sitt namn från ordet "Salikon", som är det hemliga namnet på en magisk rosenbuske i Astrid Lindgrens berättelse Allrakäraste syster.
Stipendiet delas ut av Stiftelsen för bevarandet av Astrid Landgrens gärning Stipendiaten utses av Astrid Lindgrens Vimmerby AB:s programråd, som 2024 bestod av Karin Nyman, Barbro Alvtegen, Leif Ruhnström, Erik Titusson, Kjell Åke Hansson, Niklas Lindgren och Joacim Johansson.

## Stipendiater[2]
| År   | Pristagare                                    | Yrke/Syfte                                                  |
| ---- | --------------------------------------------- | ----------------------------------------------------------- |
| 1987 | Gunnel Linde                                  | Författare och ordförande i Barnens rätt i samhället (BRIS) |
| 1988 | Ilon Wikland                                  | Konstnär                                                    |
| 1989 | Georg Riedel                                  | Kompositör                                                  |
| 1995 | Lars H. Gustafsson                            | Barnläkare                                                  |
| 1996 | Björn Berg                                    | Konstnär                                                    |
| 1997 | Jörgen Lantz                                  | Skådespelare                                                |
| 1998 | Lennart Hellsing                              | Författare                                                  |
| 1999 | Anders Grönros                                | Filmregissör                                                |
| 2000 | John Hrons stiftelse                          | Till minne av John Hron                                     |
| 2001 | Tommy Isacsson, Per Jalminger och Rein Soowik | Grundare av Astrid Lindgrens värld                          |
| 2002 | Vår teater                                    | Teater på Medborgarplatsen i Stockholm                      |
| 2003 | Barbro Lindgren                               | Författare                                                  |
| 2004 | Hugo Lagercrantz                              | Professor                                                   |
| 2005 | Siv Widerberg                                 | Författare och journalist                                   |
| 2006 | Glädjeverkstaden                              | Sjukhusclowner                                              |
| 2007 | SOS Barnbyar                                  | Internationell välgörenhetsorganisation                     |
| 2008 | Kulturskolan i Vimmerby                       |                                                             |
| 2009 | Ulf Stark                                     | Författare                                                  |
| 2010 | Inger och Lasse Sandberg                      | Författare                                                  |
| 2011 | Pär Johansson                                 | Grundare av Glada Hudik-teatern                             |
| 2012 | Gunilla Bergström                             | Författare                                                  |
| 2013 | Marianne von Baumgarten-Lindberg              | Journalist och chefredaktör                                 |
| 2014 | Anders Eriksson                               | Kultur- och fritidsförvaltningschef på Vimmerby kommun      |
| 2015 | Martin Widmark                                | Författare                                                  |
| 2016 | Marit Törnqvist                               | Illustratör, scenograf och författare                       |
| 2017 | Dilsa Demirbag-Sten                           | Författare och journalist                                   |
| 2018 | Suzanne Osten                                 | Regissör, författare                                        |
| 2019 | Ulf Nilsson                                   | Författare                                                  |
| 2021 | Ylva Mårtens                                  | Journalist                                                  |
| 2022 | Jan Lööf                                      | Konstnär och författare                                     |
| 2023 | Pija Lindenbaum                               | Författare och illustratör                                  |
| 2024 | Frida Nilsson                                 | Författare                                                  |